# Oligarchie de Meiji

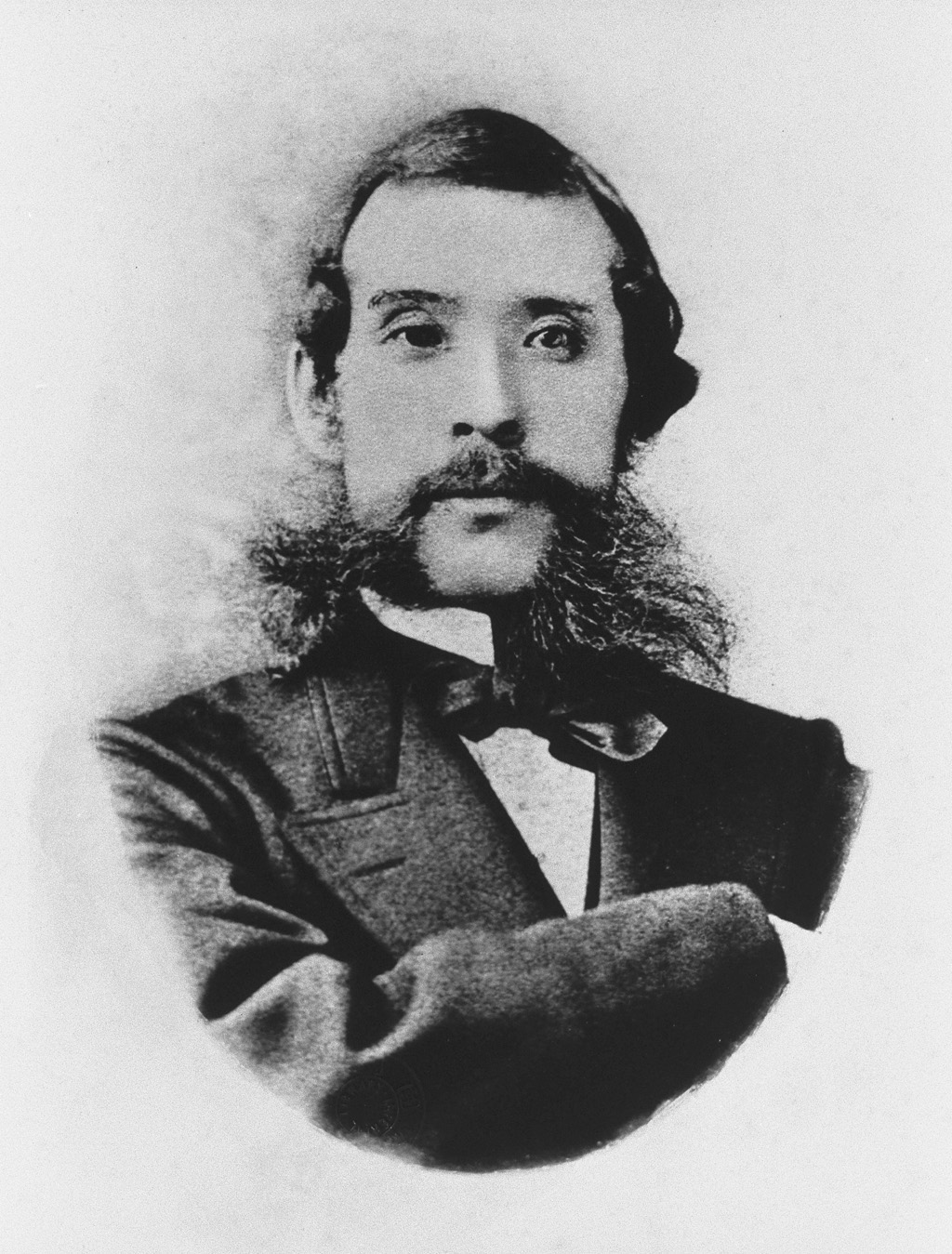
Ōkubo Toshimichi

L'oligarchie de Meiji (藩閥, hanbatsu) est le terme utilisé pour désigner la classe dirigeante au Japon pendant l'ère Meiji (1868 – 1912).
Les membres de cette classe étaient tous des disciples du Kokugaku et croyaient être les créateurs d'un nouvel ordre au même titre que les fondateurs légendaires du Japon. Les deux grandes figures de ce groupe étaient Ōkubo Toshimichi et Saigō Takamori. Ils étaient originaires du domaine de Satsuma et participèrent à la guerre de Boshin pour renverser le shogunat Tokugawa. Ōkubo devint ministre des Finances et Takamori maréchal de camp ; tous deux furent des conseillers de l'empereur. Kido Takayoshi (1833 – 1877), du domaine de Chōshū, élève de Yoshida Shōin et conspirateur avec Ōkubo et Takamori, devint ministre de l'Éducation, président des gouverneurs et participa à la mise en place d'un gouvernement constitutionnel. Iwakura Tomomi (1825 – 1883) fut un autre membre important. Natif de Kyoto, il s'opposa aux Tokugawa et devint le premier ambassadeur japonais aux États-Unis, et Shigenobu Ōkuma (1838 – 1922), de Hizen, qui avait étudié le rangaku, les classiques chinois et la langue anglaise, occupa plusieurs postes de ministre puis devint Premier ministre en 1898.
Pour atteindre les objectifs du nouvel ordre, l'oligarchie de Meiji abolit le système hiérarchique traditionnel par une série de réformes économiques et sociales. Les revenus de l'ancien shogunat Tokugawa dépendaient des taxes sur les daimyos, des prêts aux riches paysans et marchands, des frais de douane, et des prêts étrangers acceptés à contrecœur. Pour augmenter ses revenus et développer les infrastructures du pays, le nouveau gouvernement finança les améliorations des ports et des phares, importa des machines, envoya des étudiants à l'étranger, embaucha des Occidentaux pour venir enseigner au Japon, modernisa l'armée, la marine, les chemins de fer et le réseau de télégraphe, et il expédia des missions diplomatiques telle que la mission Iwakura.
Une période économique difficile, symbolisée par une montée des émeutes de paysans, appelait à réformer la société. En plus des anciens impôts, taxes et taux d'intérêt élevés, les citoyens ordinaires étaient confrontés à l'apparition des nouvelles taxes, à la conscription militaire et aux frais de scolarité élevés du nouveau système éducatif. Le peuple avait besoin de plus de temps pour se consacrer à des activités productives tout en corrigeant les abus sociaux de l'ordre ancien. Pour réaliser ces réformes, l'ancien système de classe des Tokugawa (samouraïs, fermiers, artisans et marchands) fut aboli en 1871 et, même si les anciens préjugés perduraient, tous les citoyens furent théoriquement égaux devant la loi. En fait, le nouveau gouvernement continua à perpétuer les différences sociales, et en crééa même de nouvelles : les anciens daimyos et samouraïs furent anoblis, et tous les autres devinrent des roturiers. Les daimyos et les samouraïs reçurent ainsi des pensions élevées. Les samouraïs perdirent leur exclusivité aux postes militaires et beaucoup devinrent des bureaucrates, des enseignants, des officiers de l'armée, des policiers, des journalistes, des étudiants, des colons dans le Nord du Japon, des banquiers ou des hommes d'affaires. Sur le moment, les samouraïs ne protestèrent pas mais la plupart ne réussirent pas dans leurs nouveaux travaux, et une forte opposition au gouvernement naquit dans les années qui suivirent.
La crise coréenne de 1873 aboutit aux démissions des partisans de l'expédition militaires qu'étaient Saigo et le conseiller d'État Shimpei Eto (1834–74). Eto, qui était le fondateur de plusieurs organisations patriotiques, conspira avec d'autres mécontents pour organiser une insurrection armée contre les troupes du gouvernement à Saga, la capitale de sa préfecture natale à Kyushu en 1874. Chargé de réprimer la révolte, Okubo écrasa rapidement Eto qui appela en vain l'aide de Saigo. Trois ans plus tard, le dernier soulèvement armé important - mais le plus sérieux défi du gouvernement de Meiji -, appelé la rébellion de Satsuma, eut lieu et cette fois-ci Saigo participa activement. La rébellion de Saga et d'autres émeutes de samouraïs ou de paysans, qui étaient des réactions aux réformes du gouvernement de Meiji, furent facilement réprimées par l'armée. Les anciens samouraïs de Satsuma étaient très nombreux et ils avaient une longue tradition d'opposition à l'autorité centrale. Saigo, avec une certaine réticence et seulement après que le mécontentement eut atteint un niveau important, mena cette révolte en 1877. Les deux camps se sont battus bravement mais l'armement moderne de l'armée et ses financements importants eurent raison de la rébellion. Bien qu'il fût défait et se suicidât, Saigo n'était pas considéré comme un traitre et il est aujourd'hui un héros de l'histoire japonaise. L'écrasement de la rébellion de Satsuma marqua la fin des menaces pesant sur le gouvernement de Meiji mais ce fut un affaiblissement de l'oligarchie. Les combats avaient vidé les caisses du pays, ce qui provoqua une importante inflation et baissa la valeur des terrains. De nouvelles réformes étaient nécessaires.

## Liste des politiciens importants de l'ère Meiji

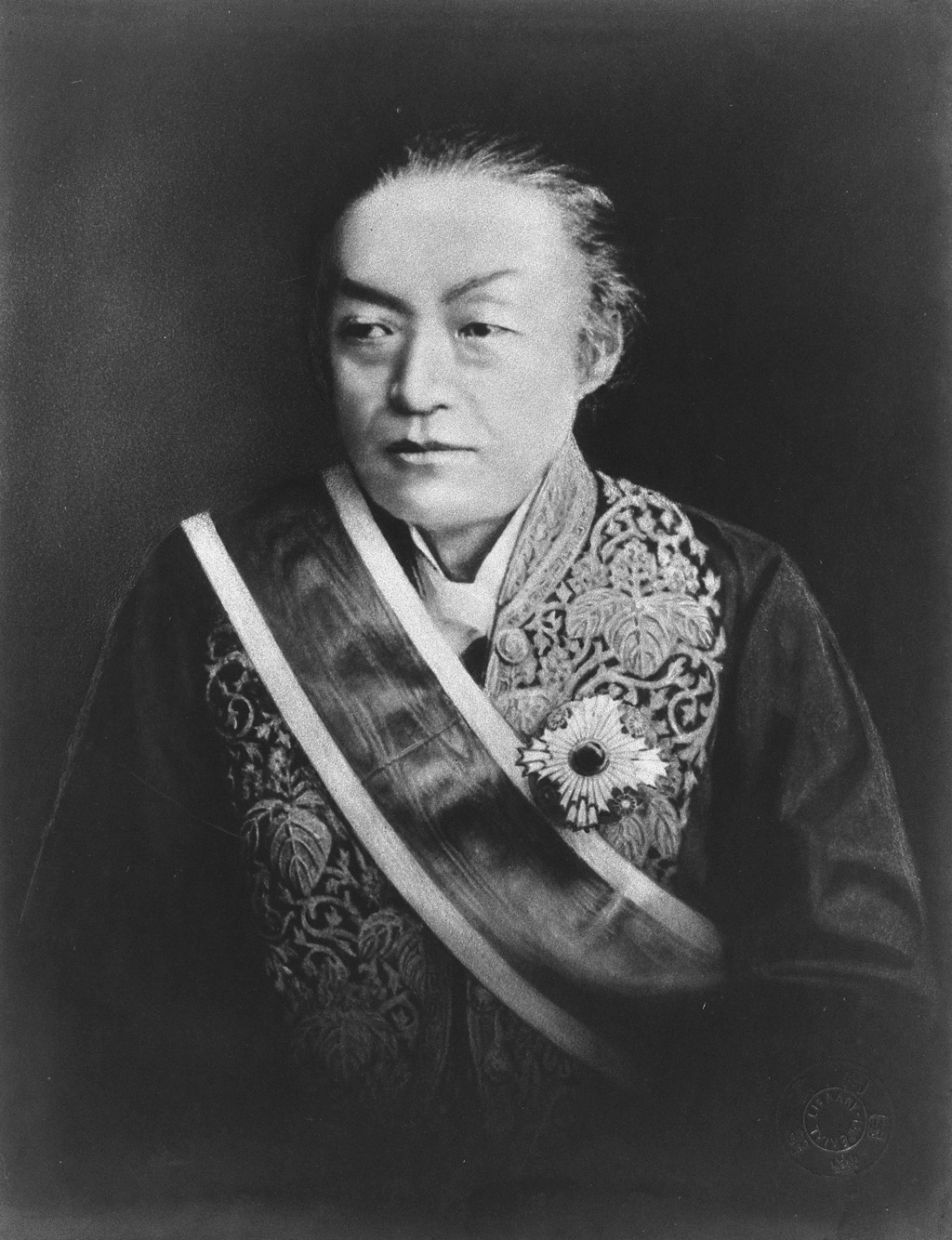
Tomomi Iwakura.

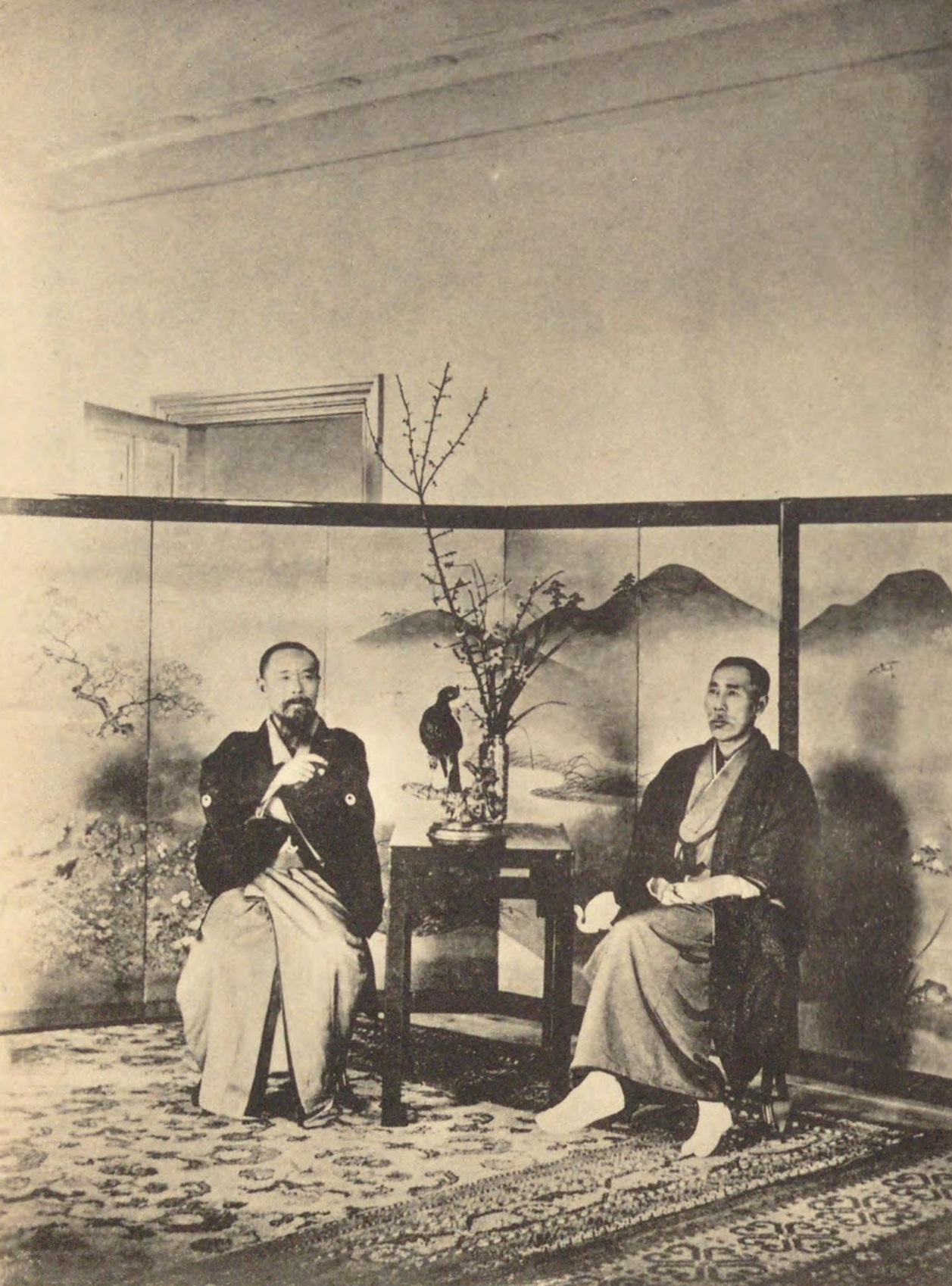
Itō Hirobumi (à gauche) et Yamagata Aritomo (à droite) en 1896

De la noblesse de Cour :
- Tomomi Iwakura (1825 - 1883)
- Sanetomi Sanjō (1837 - 1891)
- Saionji Kinmochi (1849 - 1940)

Du domaine de Satsuma :
- Saigō Takamori (1827 - 1877)
- Ōkubo Toshimichi (1830 - 1878)
- Matsukata Masayoshi (1835 - 1924)
- Terashima Munenori (1836 - 1893)
- Godai Tomoatsu (1836 - 1885)
- Kuroda Kiyotaka (1840 - 1900)
- Ōyama Iwao (1842 - 1916)
- Yorimitchi Saigo (1843 - 1902)
- Arinori Mori (1847 - 1889)

Du domaine de Chōshū :
- Ōmura Masujirō (1824 - 1869)
- Kido Takayoshi (1833 - 1877)
- Kaoru Inoue (1835 - 1915)
- Takasugi Shinsaku (1837 - 1867)
- Yamagata Aritomo (1838 - 1922)
- Itō Hirobumi (1841 - 1909)
- Katsura Tarō (1848 - 1913)

Du domaine de Tosa :
- Sakamoto Ryōma (1836 - 1867)
- Itagaki Taisuke (1837 - 1919)
- Gotō Shōjirō (1838 - 1897)

Du domaine de Hizen :
- Taneomi Soejima (1828 - 1905)
- Ōki Takatō (1832 - 1899)
- Shimpei Eto (1834 - 1874)
- Shigenobu Ōkuma (1838 - 1922)

Autres :
- Yokoi Shōnan (1809 - 1869)
- Katsu Kaishū (1823 - 1899)
- Yuri Kimimasa (1829 - 1912)
- Inoue Kowashi (1844 - 1905)
- Hayashi Tadasu (1850 - 1913)